# Paroectropsis decoratus
Paroectropsis decoratus là một loài bọ cánh cứng trong họ Cerambycidae.